# Aéroport de Kuujjuarapik
L'aéroport de Kuujjuarapik (AITA : YGW, OACI : CYGW) est un aéroport situé à Kuujjuarapik au Nunavik, au Québec. Il dessert aussi la communauté de Whapmagoostui.

## Compagnies et destinations
| Compagnies  | Destinations |
| ----------- | --- |
| Air Creebec | Chisasibi, Eastmain River, Montréal (P.-E.-Trudeau), Val-d'Or, Waskaganish, Wemindji                                      |
| Air Inuit   | Akulivik, Inukjuak, Ivujivik, Montréal (P.-E.-Trudeau), Radisson Grande-Rivière, Puvirnituq, Salluit, Sanikiluaq, Umiujaq |

Édité le 13/04/2025